# Sneekermeergebied
Sneekermeergebied este o arie protejată (arie de protecție specială avifaunistică — SPA) din Țările de Jos întinsă pe o suprafață de 2.279 ha, integral pe uscat.

## Localizare
Centrul sitului Sneekermeergebied este situat la coordonatele 53°01′26″N 5°45′58″E / 53.0239°N 5.766°E.

## Înființare
Situl Sneekermeergebied a fost declarat arie de protecție specială avifaunistică în martie 2000 pentru a proteja 17 specii de animale.

## Biodiversitate
Situată în ecoregiunea atlantică, aria protejată nu include niciun habitat protejat.
La baza desemnării sitului se află mai multe specii protejate de  păsări (17): lăcar-de-rogoz (Acrocephalus schoenobaenus), rață lingurar (Anas clypeata), rață pitică (Anas crecca), rață fluierătoare (Anas penelope), rață mare (Anas platyrhynchos), rață pestriță (Anas strepera), gârliță mare (Anser albifrons), gâscă cu cioc scurt (Anser brachyrhynchus), Branta leucopsis, cristeiul de câmp (Crex crex), lișiță (Fulica atra), sitar de mâl (Limosa limosa), culic mare (Numenius arquata), bătăuș (Philomachus pugnax), ploier auriu (Pluvialis apricaria), cresteț pestriț (Porzana porzana), nagâț (Vanellus vanellus)